# Sylvie Bouchet Bellecourt
Pour les articles homonymes, voir Bouchet et Bellecourt (homonymie).
Sylvie Bouchet Bellecourt, née le 3 juillet 1957 à Bondy, est une femme politique française.
Elle est maire d'Héricy de 2014 à 2020 puis députée de la deuxième circonscription de Seine-et-Marne de 2020 à 2022, en remplacement de Valérie Lacroute. Elle décide de ne pas se présenter pour un second mandat en 2022.

## Biographie
Sylvie Bouchet Bellecourt est infirmière urgentiste à l'Assistance publique - Hôpitaux de Paris puis infirmière libérale.
Aux élections municipales de 2014 à Héricy en Seine-et-Marne, Sylvie Bouchet Bellecourt est tête de la liste « Héricy ensemble », classée divers droite. Elle arrive première au deux tours de l'élection, avec 43 % puis 42 % des voix, battant le maire sortant divers droite Jean-Pierre Rousseau. Elle est ensuite élue maire par le conseil municipal.
Elle est élue suppléante de Valérie Lacroute aux élections législatives de 2017, députée sortante Les Républicains dans la deuxième circonscription de Seine-et-Marne.
Elle se représente aux élections municipales de 2020, mais perd l'élection dès le premier tour face à la liste de Yannick Torres, qui obtient 62 % des votes. Elle conserve son siège de conseillère municipale. Quelques mois après, Valérie Lacroute, élue maire de Nemours, démissionne de son mandat de députée. Sylvie Bouchet Bellecourt lui succède le 23 juin,.
Initialement sans étiquette, elle rejoint le groupe Les Républicains à l'Assemblée nationale, puis le parti LR.
Lors des élections législatives de 2022, elle ne se représente pas pour un second mandat, et est remplacée par Frédéric Valletoux (Horizons).

## Détail des mandats et fonctions

### Au niveau national
- 23 juin 2020 - 21 juin 2022 : députée de la 2e circonscription de Seine-et-Marne

### Au niveau local
- 4 avril 2014 - 26 mai 2020 : maire d'Héricy (Seine-et-Marne)
- mars 2014 - 17 mai 2020 : conseillère communautaire d'Héricy au sein de la Communauté d'agglomération du Pays de Fontainebleau
- depuis le 30 mars 2014 : conseillère municipale d'Héricy